# Parti de l’Action populaire
Die Parti de l’Action populaire (englisch People’s Action Party, dt.: „Partei der Aktion des Volkes“) ist eine Partei in Vanuatu. Sie wurde erst 2003 gegründet und ist hauptsächlich auf den Inseln Ambae und Espiritu Santo aktiv, auch wenn ihr Programm auf nationale Belange zugeschnitten ist.

## Geschichte
Die Partei wurde durch Dissidenten der Vanua’aku Pati gegründet, namentlich Peter Vuta, nachdem letzterer als Kandidat der VP in den Wahlen in Vanuatu 2002 nicht mehr aufgestellt worden war.

## Ziele
Ziele der Partei sind die Ermutigung zur Arbeit, um dadurch eine Entwicklung der Wirtschaft voranzutreiben. Beispielsweise wird von den Mitgliedern der Partei verlangt, jährlich zweihundert „produktive Pflanzen“ («plantes productives»; z. B. Kavasträucher und Kokospalmen) zu pflanzen und die Partei darüber zu informieren. Im Bezug auf die Bevölkerung im Allgemeinen fordert die Partei, dass die Regierung Arbeitsmaterial zur Verfügung stellt, vor allem beim Ausbau von Infrastruktur oder durch Bereitstellung von Werkzeug. 
Die Partei fordert die Einführung klarer Bodenrechte für eine effektive wirtschaftliche Nutzung und, dass die Nationalbank eine größere Rolle in der wirtschaftlichen Entwicklung übernimmt. Weitere Forderungen sind Zugang zu fließendem Wasser für alle Gemeinden, Ermöglichung von Familienplanung und Garantien für Krankenversicherung für Ältere, sowie kontinuierliche Auszahlungen der Pensionen anstatt einer Einmalzahlung bei Renteneintritt.
Außerdem fordert die Partei, dass die Zulagen der Abgeordneten offengelegt werden sollen. Um mit gutem  Beispiel voranzugehen, wurden die Ausgaben von Peter Vuta, dem einzigen Abgeordneten der Partei, im Zeitraum der Legislaturperiode von 2004 bis 2008 veröffentlicht.
Die Partei war von 2004 bis 2012 im Parlament vertreten. 2020 erhielt die Partei nur noch 77 Stimmen.

## Wahlergebnisse
| Wahl      | Stimmen | %   | Mandate |
| --------- | ------- | --- | ------- |
| Wahl 2004 | 2.263   | 2,4 | 1 / 52  |
| Wahl 2008 | 1.812   | 1,7 | 1 / 52  |
| Wahl 2012 | 653     | 0,5 | 0 / 52  |
| Wahl 2016 | 80      | 0,1 | 0 / 52  |
| Wahl 2020 | 77      | 0,1 | 0 / 52  |
| Wahl 2022 | –       | –   | 0 / 52  |